# Гейдар Кули-хан Кенгерли
Гейдар Кули-хан Кенгерли (азерб. Heydərqulu xan Kəngərli, перс. حیدرقلی خان کنگرلی) — первый хан Нахичеванского ханства с 1747 по 1763/1764 год.

## История
После того как Надир-шах был убит в результате заговора афшарской знати в 1747 году, вождь племени Кенгерли Гейдаргулу-хан отстранил от власти Ага-Гасана, наместника шаха, и объявил себя независимым ханом Нахичевана. Он осуществил ряд мер по укреплению ханства, развитию торговли и ремесел, увеличивших доходы казны: он регулировал пути сообщения в ханстве и городах, приказывал ремонтировать старые мосты и строить новые. Поскольку военная мощь Нахичеванского ханства была невелика, Гейдар Кули-хан пытался опереться на более сильные ханства.
С этой целью он стал союзником карабахского хана Панах-Али и вместе с ним и грузинским царём участвовал в походе против шекинского хана Хаджи Челеби в 1752 году. После этого неудачного похода Гейдар Кули-хан занялся регулированием экономики своего ханства. После его смерти его место занял Хаджи-хан Кенгерли.